# Thép đã tôi thế đấy!
Thép đã tôi thế đấy! (tiếng Ukraina: Як гартувалася сталь !, tiếng Nga: Как закалялась сталь !, Kak zakalyalasy staly) là một tiểu thuyết của nhà văn Nikolai Alekseyevich Ostrovsky.

## Lịch sử
Pavel Korchagin là nhân vật chính của tác phẩm. Ostrovsky đã nhập thành công nhân vật này (chính là hóa thân của tác giả), khiến cho nhiều độc giả yêu quý nhân vật Pavel và phương châm sống của Pavel cũng đã trở thành phương châm sống của nhiều thanh niên thế hệ Pavel: Cái quý nhất của con người ta là sự sống. Đời người chỉ sống có một lần. Phải sống sao cho khỏi xót xa, ân hận vì những năm tháng đã sống hoài, sống phí, cho khỏi hổ thẹn vì dĩ vãng ti tiện và hèn đớn của mình, để khi nhắm mắt xuôi tay có thể nói rằng: tất cả đời ta, tất cả sức ta, ta đã hiến dâng cho sự nghiệp cao đẹp nhất trên đời, sự nghiệp đấu tranh giải phóng loài người.... Ngày nay, khi đọc tác phẩm theo quan điểm rộng hơn, nhiều người cho rằng, cuộc đấu tranh giải phóng nhân loại còn là cuộc đấu tranh với bóc lột, đói nghèo và bệnh tật, với dốt nát và vô chính phủ, với áp bức và bất công, với chiến tranh và xung đột... Cuốn tiểu thuyết đã được dịch ra hơn 70 thứ tiếng và in ra ở hơn 80 nước.

## Nội dung
Pavel Korchagin (thường được gọi là Pavlusha, Pavka) là một thanh niên lớn lên trong khi điều kiện đất nước đang gặp nhiều khó khăn. Thuở bé, anh chơi thân với Sergei Bruzzhak và Klimka Marshenko. Từng đi học tại trường làng, song sau một lần ném thuốc lá vào âu bột làm bánh thánh của lão cố đạo Vasily, anh bị đuổi học và phải đi rửa bát thuê kiếm sống, sau này trở thành thợ điện. Trong một lần đi tắm sông, tình cờ anh gặp được Tonya, trò chuyện thân mật với cô, và từ đó hai người trở nên thân thiết. Nhưng cuộc đời thật trớ trêu, quê hương  Shepetivka của anh bị Bạch vệ chiếm đóng, gia đình tan tác, Artem-anh trai Pavel-phải đi lái tàu cho địch và đã anh dũng nhảy khỏi tàu cùng cụ Stanyslav Polytovskyi và bác Zakhar Bruzzhak-cha Sergei-để trốn khỏi bọn Đức. Bản thân Pavel cũng phải ngồi tù sau khi đánh tháo cho Fedor Zhukhrai-anh lính thủy Bolshevik, đồng nghiệp với Pavel tại nhà máy điện-trốn thoát.
Sau này, được Zhukhrai giác ngộ, Pavel gia nhập Hồng quân và tham gia chiến đấu trong Trung đoàn Puzurevsky. Nhưng sau này, viện cớ “cốt đánh hăng là được”; anh tự ý chuyển sang chiến đấu cho Quân đoàn kị binh số 1 do Semyon Mikhailovich Budyonny chỉ huy, tiến công vào Berdishev và Zhytomyr. Giải phóng Zhytomyr, phá nhà lao, Pavel được gặp Samuil Lekher và được cho hay rằng Valya (em gái Sergei) đã bị bọn Bạch vệ hành quyết. Chính Samuil cũng suýt bị hành hình, may được giảm án xuống còn 10 năm khổ sai.
Nói về Sergei, anh cũng trở thành một người Bolshevik giống như Pavel. Khi Hồng quân tiến công vào Shepetivka, anh xin gia nhập Hồng quân và được chấp thuận. Anh được gặp Dolinik- Chủ tịch Ủy ban Quân sự Cách mạng, Ignatieva Medvedeva và cô chính ủy Rita Ustynovich và được giác ngộ. Anh trở thành Chủ tịch Đoàn thanh niên và quyết định kết nạp Mykhailo Levchuk (sau này hi sinh khi đang vượt sông chiến đấu), Klimka và Valya. Việc này đã khiến anh bị mẹ phản đối gay gắt. Hoạt động ở quê nhà Shepetivka một thời gian, nghe tin bọn Bạch vệ đang quay lại, Sergei và các đồng đội đành rút khỏi quê hương, nhưng anh vẫn chào và hẹn gặp lại quê huơng thân quý. Sau này, Sergei có gặp lại Pavel một lần nữa, rồi hi sinh trong một trận đánh. 
Khi tiến công vào vùng Lviv , Pavel đã bị thương vào trán và phải vào viện. Ở đó, anh được y tá Nina Volodymyrivna và Frosya-người quen cũ của anh- chăm nom và cứu chữa. Ra viện, anh được Zhukhrai giới thiệu và làm việc tại Cheka, và nhanh chóng nghĩ đến ngay việc giác ngộ Tonya và đưa cô vào cộng tác chung. Nhưng thái độ và cách ăn mặc của Tonya đã khiến anh phật ý (do cô ăn mặc quá diêm dúa khi đi dự một hội nghị toàn những người ăn mặc xuềnh xoàng và nhìn những người Bolshevik với ánh mặt khinh thường). Dù Tonya rất yêu Pavel nhưng cô không thể đợi anh và theo anh, không dám yêu một lý tưởng. Nhà Tonya lại thuộc giai cấp tư sản. Pavel nói: "Anh trước hết là người của Đảng - sau đó mới là người của em và những người thân khác. Em có gan yêu một công nhân, nhưng lại không có gan yêu một lý tưởng".
Pavel đã chia tay Tonya mà theo lý tưởng mình đã xác định. Anh hăng hái, hồ hởi cống hiến sức trẻ thanh niên của mình cho những công việc phục vụ cho nhân dân, cho Tổ quốc. Trong thời gian xây dựng con đường sắt nhỏ nối khu rừng với thành phố, tình cờ Pavel đã gặp lại Tonya. Công việc ở đây rất cực nhọc, ngày đêm chịu đói rét, gian khổ để gấp rút hoàn thành cho kỳ được con đường sắt cho kịp trước khi mùa đông tới. Nếu không kịp thì tất cả mọi người trong thành phố này sẽ chết cóng vì không đủ gỗ để sưởi ấm. Do vậy, Tonya đã suýt không nhận ra anh vì trông anh đã hoàn toàn khác, rách rưới, tím tái vì giá lạnh, gầy gò như một người ăn xin và đang xúc tuyết, tuy có đôi mắt thì vẫn là Pavlusha ngày nào. Tuy nhiên, cô đã không dám bắt tay anh khi anh đưa tay ra và anh hiểu rằng, tình cảm cũ giữa hai người vĩnh viễn không còn nữa. Cô giờ đây đã có chồng và "sặc mùi băng phiến".
Sau này, trong quá trình lao động và sinh hoạt trong tổ chức Đảng, Pavel đã gặp Rita và được cô quý mến. Nhưng tình cảm giữa hai người chỉ giữ ở tình đồng chí... Pavel cũng đã tham gia đấu tranh loại trừ những đảng viên không tốt như: Koshka Fidyn, Razvalikhin, Failo,…; đấu tranh chống bọn Trotskyist, tham gia công tác tiễu phỉ,… Cùng thời điểm đó, anh Artem lấy vợ là Shchyosha, con gái một gia đình nông dân nghèo. Artem luôn nỗ lực cho gia đình nghèo túng này, sáng làm việc ở nhà máy điện, chiều về lại làm ruộng; song anh thấy ngượng với em Pavel và mẹ về bước đường đi của mình- tiểu tư sản hóa. Pavel tham gia giác ngộ cho anh và sau này, Artem cũng gia nhập Đảng. Pavel lại tiếp tục hoạt động phát triển tư tưởng XHCN và tiễu phỉ. 
Nhưng đời thật bất công với anh, Pavel bị bệnh sốt thương hàn và bị bại liệt, vôi hóa cột sống, phải ngồi xe lăn, có một y tá chăm sóc và động viên, dồn hết tình thương cho anh. Ở nhà dưỡng thương, anh gặp và kết thân với một đồng chí già người Nga tên là Innokentiy Pavlovich Ledenev. Ông đã khuyến khích anh đứng lên và vượt lên số phận. Anh được gặp Taya Kyutsamm, con gái một người bạn của mẹ, kết duyên với cô; và Taya đã trở thành hậu phương  vững chắc cho anh sau này, khi anh bị mù và bại liệt, không còn khả năng lao động. Anh cảm thấy mình không được quyền lùi bước trước khó khăn, tin tưởng vào tình yêu mới và chuyển sang làm nhà văn. 
Pavel viết cuốn sách “Sinh ra trong cơn bão” về những người đồng đội kỵ binh, nhưng bưu điện đã đánh mất bản thảo. Không nản chí, Pavel viết một cuốn sách mới về cuộc đời mình, nhưng khi viết xong và đã gửi đi, ngày qua ngày chờ đợi chưa có hồi âm, Pavel dần mất niềm tin và nói với vợ và mẹ rằng nếu cuốn sách bị bác đi thì đời anh thế là hết, anh chẳng còn muốn sống làm gì nữa. Khi bản thảo được Ban tuyên huấn Đảng ủy khu Leningrad chấp thuận, Pavel nở nụ cười mãn nguyện vì đã thành công trở lại vị trí trong đội ngũ và tìm được cách để đời anh còn có ích. Và cuộc sống và công việc của Pavel lại tiếp tục, vẫn với ngọn lửa và chất thép đã được tôi luyện ngày nào.
| “       | Thép đã tôi trong lửa đỏ và nước lạnh, lúc đó thép trở nên cứng rắn và không hề biết sợ. | ” |
| — Trích |                                                                                          |   |

### Nhân vật
- Artem Andriyovych Korchahin - Anh của Pavel
- Maria Yakivna Korchahina-mẹ Pavel
- Tonya Tumanova
- Cố đạo Vasily
- Chính ủy Rita Ustynovich
- Sergei Zakharovych Bruzzhak
- Viktor Leshynskyi
- Nelly Leshynskyi
- Valya Zakharivna Bruzzhak
- Dolinik - Chủ tịch Ủy ban Quân sự Cách mạng
- Lính thủy Fedor Zhukhrai
- Ivan Zharky
- Lão đồng chí Anton Nikiforovich Tokarev
- Nữ đồng chí Ignatieva Medvedeva
- Mykola Okunev
- Franz Klavíček
- Frosya
- Bồi bàn Prokhoska
- Klyment Marshenko (Klimka)
- Dmytro Dubava
- Ignaty Pankratov
- Nykodim Svetayev
- Talya Lagutina
- Cụ Lagutin, cha của Talya
- Olga Yureneva
- Lazar Oleksandrovych Segal
- Vyacheslav Olsynskyi
- Nikolai Nikolayevich Lisitsyn
- Kateryna “Katyusha” Zelenova
- Volintsev
- Mura Volintseva
- Akim
- Shchyosha - vợ Artem
- Anna Borkhart
- Cụ Stanyslav Zygmudovych Polytovskyi
- Bác Zakhar Bruzzhak-cha Sergei và Valya
- Lão đồng chí Innokentiy Pavlovich Ledenev
- Symon Petlyura và các tướng Bạch vệ: Pavluk, Golub, Salomuga, quan năm Chernyak,...
- Liza Polevukh
- Razvalikhin
- Grisutka Khorovedko
- Cô giáo Rakitina
- Kristian Chernokozov
- Aleksandra Zhigareva
- Vợ chồng bà Albina Kyutsamm
- Loliya Kyutsamm
- Taya Kyutsamm-Korchahina (vợ Pavel)
- Nữ bác sĩ Iryna Bazhanova
- Galya Alekseyeva
- Các chiến sĩ thuộc Trung đoàn Puzurevsky: Oleksandr Puzurevsky, Matveychuk, Sereda, Andrshuk, Andriy Fomychyov, Kramer, Dorenin, Tatarynov,...
- Các chiến sĩ thuộc Quân đoàn kị binh số 1 Budyonny: Toptal, Demidov, Mironov, Tsugashenko,...
- Các đồng chí người Latvia: Bredis, Volmer, Marta Lauring, Burmeister.
- Kristina
- Lev Bersenev
- Tufta
- Mykhaylo Skolenko
- Staroverov
- Failo
- Nina Volodymyrivna
- Dora Rodkina

Và còn nhiều nhân vật khác…

## Ảnh hưởng
Yury Belychenko - nhà văn Nga, đã viết: "... Ngày nay, đọc lại "Thép đã tôi thế đấy", tôi càng thấy rõ hơn bao giờ hết: đó là một cuốn sách độc nhất vô nhị và đầy sức thuyết phục. Trong tất cả những điều mà ngày hôm nay một số người thì đe dọa chúng ta, còn số khác thì tỏ ra khâm phục cuộc đấu tranh giai cấp, nội chiến và đặc biệt là khâm phục sự lao động vô cùng cực nhọc nhưng tự nguyện của tác giả. Bị vôi hóa cột sống, bị bại liệt cả hai chân, bị mù hẳn vì vết thương, cuộc sống vật chất quá thiếu thốn sau nội chiến, thế mà ông vẫn đêm ngày làm việc bằng hết cả phần cuộc đời còn lại của mình...".
Phần đầu  Thép đã tôi thế đấy!  được đăng trên tạp chí Molodaya Gvardiya vào năm 1932. Phần thứ hai cũng trong tạp chí này từ tháng Giêng đến tháng 5, năm 1934. Cuốn tiểu thuyết được xuất bản thành sách vào năm 1936 sau khi đã chỉnh sửa lại nhiều lần để phù hợp với các quy tắc của chủ nghĩa hiện thực xã hội. Tác giả mô tả các cuộc thảo luận sôi nổi giữa những người theo chủ nghĩa Trotsky và những người đối lập, dẫn đến sự chia rẽ trong công nhân, hoặc những sinh viên giả tạo và những kẻ trục lợi kinh tế. Tất cả những điều này đã không xuất hiện trong ấn phẩm năm 1936 và trong các ấn bản sau đó. Một bản dịch tiếng Nhật của cuốn tiểu thuyết đã được thực hiện bởi Ryokichi Sugimoto, người đã bị kết án tử hình với tội "gián điệp" sau khi vượt biên trái phép qua biên giới Liên Xô cùng với vợ - nữ diễn viên nổi tiếng Yoshiko Okada, với hy vọng gặp được Vsevolod Meyerhold và tham gia hoạt động tuyên truyền chủ nghĩa xã hội.

### Tại Việt Nam
Trong cuốn Mãi mãi tuổi hai mươi, Nguyễn Văn Thạc đã viết: "Pavel là một người chân chính, một Đảng viên chân chính. Dĩ nhiên rồi, đó phải là con người của giai cấp, suốt đời trung thành với Đảng, và cống hiến cả đời mình cho cách mạng. Mà mình, dường như vẫn còn nhỏ lắm, trẻ con lắm, chưa là người lớn đâu. Mình còn cá nhân lắm, nhỏ nhen và ti tiện. So bì thiệt hơn, đòi hỏi bao nhiêu thứ. Cuộc sống của mình không bằng 1% cuộc sống của Pavel... Đừng lười nữa. Sống say mê và dồn ép lại, đừng để những tháng ngày trôi qua vô vị nữa... Cuộc sống của Pavel là một dòng mùa xuân bất tận giữa cuộc đời. Đó là cuộc sống của người Đảng viên trẻ tuổi, cuộc sống của 1 chiến sĩ hồng quân. Mình thèm khát được sống như thế. Sống trọn vẹn cuộc đời dành cho Đảng, cho giai cấp. Sống vững vàng trước những cơn bão táp của cách mạng và của cuộc đời riêng..."
Trong cuốn Nhật ký Đặng Thùy Trâm, Đặng Thùy Trâm đã viết đại ý rằng trên mảnh đất miền Nam hầu như không lúc nào ngưng tiếng súng nổ này, 100% các gia đình đều có tang tóc, chết chóc đau thương đè nặng lên mỗi người dân. Vậy mà, ở giữa cái nơi sự "gian nan, chết chóc, hy sinh còn dễ dàng hơn ăn một bữa cơm" ấy, có những người lính như chị nằm dưới công sự nghe giặc đào ở trên mà vẫn kể cho nhau nghe chuyện về anh chàng Pavel Corsaghin trong "Thép đã tôi thế đấy".

### Chuyển thể
Tại Liên Xô, ba bộ phim được sản xuất dựa trên cuốn tiểu thuyết này :
- Thép đã tôi thế đấy! 1942
- Pavel Korchagin, 1956 (Korchagin được đóng bởi Vasily Lanovoy)
- Thép đã tôi thế đấy!, 1975 (phim truyền hình 6 tập; Korchagin được đóng bởi Vladimir Alekseyevich Konkin)

Tại Trung Quốc, cuốn tiểu thuyết đã được chuyển thể thành một bộ phim truyền hình cùng tên vào năm 2000; tất cả các diễn viên đều đến từ Ukraine.

### Tư liệu
- Những điều chưa biết về "Pavel"
- "Thép đã tôi thế đấy" vẫn nóng hổi sau 80 năm